# San Terenzo Monti
San Terenzo Monti è una frazione del comune italiano di Fivizzano, nella provincia di Massa-Carrara, in Toscana.

## Geografia fisica
San Terenzo Monti è situata sui colli affacciati sulla vallata del torrente Bardine, nella regione storica della Lunigiana. La frazione è situata a 13,5 km a sud-ovest del capoluogo comunale Fivizzano.

## Storia
Il 19 agosto 1944 gli uomini della 16. SS-Panzergrenadier-Division "Reichsführer-SS" fucilarono per rappresaglia una cinquantina di prigionieri presso il ponte di Bardine. Successivamente il medesimo reparto rastrellò le campagne attorno a San Terenzo Monti dove la popolazione civile della zona si era nascosta invano. Dopo aver fatto catturare oltre un centinaio di persone il maggiore Walter Reder ne ordinò la fucilazione.

## Monumenti e luoghi d'interesse
- Chiesa di San Terenzio, menzionata per la prima volta nel 728, conserva al suo interno un trittico in marmo dello scultore Domenico Gar.
- Monumento alle vittime dell'Eccidio, costruito nel 1996[2] è opera dello scultore Pietro Cascella.
- Memoriale dei Martiri di Valla[3], situato dove furono fucilati i civili.
- Colonna dei Martiri di Valla[4]
- Monumento delle Vittime del ponte di Bardine [5]
- Sacrario dei Martiri, situato all'interno del locale cimitero.

## Cultura

### Istruzione

#### Musei
- Museo della Memoria

## Infrastrutture e trasporti
San Terenzo Monti è situata all'intersezione tra la SS 446 e la strada provinciale 11.